# Puig de Montalé
El Puig de Montalé és una muntanya del Pirineu, de 1.105,9 metres d'altitud. Pertany als contraforts sud-orientals del massís del Canigó; és a la comarca del Vallespir, a la Catalunya del Nord, damunt del termenal de les comunes de Montferrer i el Tec. És a la carena que separa els termes comunals de Montferrer i del Tec, a la part meridional d'aquest termenal, just al lloc on el termenal es desvia cap al nord-est per tal d'anar a cercar la llera de la Ribera de la Fou. En els vessants sud-oriental i oriental d'aquest puig s'estén el territori de l'antic poble de Cos. Al com del Puig hi ha les restes de la Torre de Cos.